# عمو درو
عمو درو انگلیسی(Uncle Drew) یک فیلم کمدی ورزشی آمریکایی ۲۰۱۸ است که توسط چارلز استون سوم ساخته شده و توسط جی لانگینو نوشته شده‌است؛ و با هنرمندی کایری اروینگ به عنوان شخصیت عنوان از تبلیغات پپسی مکس خود را که در سال ۲۰۱۲ پخش شد، همراه با بازیکنان سابق شکیل اونیل این فیلم توسط لاینزگیت فیلمز در تاریخ ۲۹ ژوئن ۲۰۱۸ در ایالات متحده منتشر شد و به‌طور کلی نظرات مثبتی از منتقدان دریافت کرد که اجرای نمایشگران را تحسین کرد.

## داستان
این فیلم داستان پسر جوانی را روایت می‌کند که تمام پس‌انداز خود را برای ورود به یک تیم بسکتبال خیابانی و شرکت در مسابقات هارلم خرج می‌کند. اما در ادامه او وارد یک سری شکست‌های ناگوار از جمله از دست دادن تیمش به رقیب دیرینه‌اش می‌شود. در حالی که او از برنده شدن در مسابقه و همچنین کسب جایزه ناامید شده‌است، با یک مرد افسانه‌ای به نام عمو درو برخورد می‌کند و…

## بازیگران
- کایری اروینگ به عنوان عمو درو
- لیل رل هاوری به عنوان داکس وینسلو
- اشتون تایلر به عنوان جوان داکس
- شکیل اونیل به عنوان بیگ فله
- کریس وبر به عنوان پیشگام
- رجی میلر به عنوان والاس
- نیت رابینسون به عنوان چکمه
- لیسا لسلی به عنوان بتی لو
- اریکا اش به عنوان مایا
- جی. بی اسموو به عنوان آنجلو
- مایک اپس به عنوان لوئیس
- تیفانی هدیش به عنوان جس
- نیک کرول به عنوان موبی باس
- آرون گاردن به عنوان
- وسلی ویترسپون به عنوان ماریو
- بِری رارسن به عنوان داور